# منيرة عاشور
منيرة عاشور (1 نوفمبر 1971 -)، إعلامية كويتية. هي ابنة اللاعب والحكم جواد عاشور. قدمت العديد من البرامج على تلفزيون الكويت. بدأت مشوارها الإعلامي في عام 1995. وقد كان برنامجها الأسبوعي الفني «ما يطلبه المشاهدون» من أكثر البرامج مشاهدة خلال فترة عرضه في تلفزيون الكويت، وهي أول مذيعة بعد أمينة الشراح تتعين في وزارة الإعلام بمسمى مذيعة.

## حياتها الاسرية
في منتصف عام 2014 احتفلت بزفافها من رجل الأعمال السعودي علال شمس الدين عبد الله الفاسي، وهو نجل رئيس المجلس الأعلى الصوفي العالمي شمس الدين الفاسي، وبعد فترة رزقت بابنها البكر شمس الدين، وقد حضر حفل الزفاف عدد كبير من أهل العروسين وأصدقائهما في الكويت والخليج العربي إلى جانب مجموعة من أهل الفن ومن بينهم الفنانة حياة الفهد.

## البرامج الذي قدمتها
| اسم البرنامج                  | على قناة         |
| ----------------------------- | ---------------- |
| جديد الفن                     | تلفزيون الكويت   |
| بيتك                          | تلفزيون الكويت   |
| مساء يا كويت                  | تلفزيون الكويت   |
| ما يطلبه المشاهدون            | تلفزيون الكويت   |
| ليالي الغنائية - برنامج إذاعي | إذاعة كويت أف أم |
| ليلة من ليالي العمر           | تلفزيون الكويت   |

## الجوائز
- جائزة أفضل برنامج إذاعي من مهرجان «المميزون في رمضان» في عام 2012 عن برنامج ليالى الغنائية.[3]